# Wereldkampioenschap voetbal onder 17 - 1993
Het vijfde wereldkampioenschap voetbal onder 17 werd gehouden in Japan van 21 augustus tot en met 4 september 1993. Het toernooi werd voor de tweede keer gewonnen door Nigeria. De finale ging tussen twee Afrikaanse landen. Nigeria won met 2–1 van Ghana. Chili werd derde.

## Gekwalificeerde landen
Er deden 16 teams uit zes confederaties mee. Teams konden zich kwalificeren via een jeugdtoernooi dat binnen elke confederatie georganiseerd werd.
| Confederatie                                   | Kwalificatietoernooi                                                          | Gekwalificeerde landen         |
| ---------------------------------------------- | ----------------------------------------------------------------------------- | ------------------------------ |
| AFC (Azië)                                     | Aziatisch kampioenschap voetbal onder 16 - 1992 Saoedi-Arabië, september 1992 | Qatar China                    |
| CAF (Afrika)                                   | Afrikaans kampioenschap voetbal onder 17 - 1993                               | Ghana Nigeria Tunesië          |
| CONCACAF (Noord, Centraal-Amerika & Caribbean) | CONCACAF-kampioenschap voetbal onder 17 - 1992 Cuba, 12–23 augustus 1992      | Canada Mexico Verenigde Staten |
| CONMEBOL (Zuid-Amerika)                        | Zuid-Amerikaans kampioenschap voetbal onder 17 - 1993 Colombia, 1993          | Argentinië Colombia Chili      |
| OFC (Oceanië)                                  | Oceanisch kampioenschap voetbal onder 17 - 1993 Gespeeld in Nieuw-Zeeland     | Australië                      |
| UEFA (Europa)                                  | Europees kampioenschap voetbal onder 16 - 1993 Turkije, 26 april – 8 mei 2020 | Tsjecho-Slowakije Polen Italië |
| Gastland                                       | Gastland                                                                      | Japan                          |

## Stadions
| Tokio                                           | · Tokio Kobe Nagoya Kioto Hiroshima Gifu |  |
| Olympisch Stadion Capaciteit: 57.363            | · Tokio Kobe Nagoya Kioto Hiroshima Gifu |  |
| Kobe                                            | · Tokio Kobe Nagoya Kioto Hiroshima Gifu |  |
| Kobe Universiadestadion Capaciteit: 35.910      | · Tokio Kobe Nagoya Kioto Hiroshima Gifu |  |
| Nagoya                                          | · Tokio Kobe Nagoya Kioto Hiroshima Gifu |  |
| Mizuho Rugbystadion Capaciteit: 15.000          | · Tokio Kobe Nagoya Kioto Hiroshima Gifu |  |
| Gifu                                            | · Tokio Kobe Nagoya Kioto Hiroshima Gifu |  |
| Gifu Nagaragawastadion Capaciteit: 31.000       | · Tokio Kobe Nagoya Kioto Hiroshima Gifu |  |
| Kioto                                           | · Tokio Kobe Nagoya Kioto Hiroshima Gifu |  |
| Nishikyogoku Atletiekstadion Capaciteit: 20.588 | · Tokio Kobe Nagoya Kioto Hiroshima Gifu |  |
| Hiroshima                                       | · Tokio Kobe Nagoya Kioto Hiroshima Gifu |  |
| Hiroshima Big Arch Capaciteit: 36.894           | · Tokio Kobe Nagoya Kioto Hiroshima Gifu |  |

## Groepsfase

### Groep A
| Team   | Wed | W | G | V | DV | DT | DS | Ptn | Resultaat           |
| ------ | --- | - | - | - | -- | -- | -- | --- | ------------------- |
| Ghana  | 3   | 3 | 0 | 0 | 9  | 1  | +8 | 6   | Naar de kwartfinale |
| Japan  | 3   | 1 | 1 | 1 | 2  | 2  | 0  | 3   | Naar de kwartfinale |
| Mexico | 3   | 1 | 0 | 2 | 4  | 7  | –3 | 2   |                     |
| Italië | 3   | 0 | 1 | 2 | 1  | 6  | –5 | 1   |                     |

|                        |       |           |       |                                                                                |
| 21 augustus 1993 19:30 | Japan | 0–1       | Ghana | Olympisch Stadion, Tokio Toeschouwers: 21.938 Scheidsrechter: Javier Castrilli |
| 21 augustus 1993 19:30 |       | Fameye 5' |       | Olympisch Stadion, Tokio Toeschouwers: 21.938 Scheidsrechter: Javier Castrilli |

|                        |           |     |                              |                                                                                    |
| 22 augustus 1993 19:00 | Italië    | 1–2 | Mexico                       | Kobe Universiadestadion, Kobe Toeschouwers: 2.000 Scheidsrechter: John Toro Rendón |
| 22 augustus 1993 19:00 | Totti 57' |     | Santa Cruz 38' E. García 69' | Kobe Universiadestadion, Kobe Toeschouwers: 2.000 Scheidsrechter: John Toro Rendón |

|                        |       |     |        |                                                                                       |
| 24 augustus 1993 19:00 | Japan | 0–0 | Italië | Kobe Universiadestadion, Kobe Toeschouwers: 9.000 Scheidsrechter: Jean Fidele Diramba |
| 24 augustus 1993 19:00 |       |     |        | Kobe Universiadestadion, Kobe Toeschouwers: 9.000 Scheidsrechter: Jean Fidele Diramba |

|                        |                                      |     |                |                                                                                |
| 24 augustus 1993 17:00 | Ghana                                | 4–1 | Mexico         | Kobe Universiadestadion, Kobe Toeschouwers: 9.000 Scheidsrechter: Eric Blareau |
| 24 augustus 1993 17:00 | Dadzie 38', 62' D. Addo 52' Duah 77' |     | Santa Cruz 56' | Kobe Universiadestadion, Kobe Toeschouwers: 9.000 Scheidsrechter: Eric Blareau |

|                        |                          |     |              |                                                                                    |
| 26 augustus 1993 19:00 | Japan                    | 2–1 | Mexico       | Kobe Universiadestadion, Kobe Toeschouwers: 7.500 Scheidsrechter: Javier Castrilli |
| 26 augustus 1993 19:00 | Funakoshi 6' Matsuda 58' |     | E. García 7' | Kobe Universiadestadion, Kobe Toeschouwers: 7.500 Scheidsrechter: Javier Castrilli |

|                        |                                            |     |        |                                                                                    |
| 26 augustus 1993 17:00 | Ghana                                      | 4–0 | Italië | Kobe Universiadestadion, Kobe Toeschouwers: 7.500 Scheidsrechter: John Toro Rendón |
| 26 augustus 1993 17:00 | Duah 22' D. Addo 29' Fameye 32' Dadzie 71' |     |        | Kobe Universiadestadion, Kobe Toeschouwers: 7.500 Scheidsrechter: John Toro Rendón |

### Groep B
| Team       | Wed | W | G | V | DV | DT | DS  | Ptn | Resultaat           |
| ---------- | --- | - | - | - | -- | -- | --- | --- | ------------------- |
| Nigeria    | 3   | 3 | 0 | 0 | 14 | 0  | +14 | 6   | Naar de kwartfinale |
| Australië  | 3   | 1 | 1 | 1 | 7  | 4  | +3  | 3   | Naar de kwartfinale |
| Argentinië | 3   | 1 | 1 | 1 | 7  | 6  | +1  | 3   |                     |
| Canada     | 3   | 0 | 0 | 3 | 0  | 18 | –18 | 0   |                     |

|                        |                           |     |                        |                                                                              |
| 22 augustus 1993 17:00 | Australië                 | 2–2 | Argentinië             | Mizuho Rugbystadion, Nagoya Toeschouwers: 7.952 Scheidsrechter: Anders Frisk |
| 22 augustus 1993 17:00 | Naglieri 6' Ristevski 27' |     | Grande 34' Biagini 57' | Mizuho Rugbystadion, Nagoya Toeschouwers: 7.952 Scheidsrechter: Anders Frisk |

|                        |        |                                                                      |         |                                                                                             |
| 22 augustus 1993 19:00 | Canada | 0–8                                                                  | Nigeria | Mizuho Rugbystadion, Nagoya Toeschouwers: 7.952 Scheidsrechter: Salvador Imperatore Marcone |
| 22 augustus 1993 19:00 |        | Kanu 1', 24', 65' (pen.) Anosike 36', 68' Ibrahim 43', 77' Odini 76' |         | Mizuho Rugbystadion, Nagoya Toeschouwers: 7.952 Scheidsrechter: Salvador Imperatore Marcone |

|                        |                                                |     |        |                                                                               |
| 24 augustus 1991 17:00 | Australië                                      | 5–0 | Canada | Mizuho Rugbystadion, Nagoya Toeschouwers: 6.810 Scheidsrechter: Sandor Piller |
| 24 augustus 1991 17:00 | Carter 5', 12' Bilokavić 48', 55' Bosevski 68' |     |        | Mizuho Rugbystadion, Nagoya Toeschouwers: 6.810 Scheidsrechter: Sandor Piller |

|                        |            |                                     |         |                                                                              |
| 24 augustus 1991 19:00 | Argentinië | 0–4                                 | Nigeria | Mizuho Rugbystadion, Nagoya Toeschouwers: 6.810 Scheidsrechter: Anders Frisk |
| 24 augustus 1991 19:00 |            | Oruma 60', 79' Anosike 62' Kanu 66' |         | Mizuho Rugbystadion, Nagoya Toeschouwers: 6.810 Scheidsrechter: Anders Frisk |

|                        |           |                    |         |                                                                                              |
| 26 augustus 1991 17:00 | Australië | 0–2                | Nigeria | Gifu Nagaragawastadion, Gifu Toeschouwers: 5.732 Scheidsrechter: Salvador Imperatore Marcone |
| 26 augustus 1991 17:00 |           | Kanu 51' Oruma 68' |         | Gifu Nagaragawastadion, Gifu Toeschouwers: 5.732 Scheidsrechter: Salvador Imperatore Marcone |

|                        |                                                               |     |        |                                                                                |
| 26 augustus 1991 19:00 | Argentinië                                                    | 5–0 | Canada | Gifu Nagaragawastadion, Gifu Toeschouwers: 5.732 Scheidsrechter: Sandor Piller |
| 26 augustus 1991 19:00 | Vilariño 13' Domínguez 24' Grande 33' Biagini 61' Cantoro 70' |     |        | Gifu Nagaragawastadion, Gifu Toeschouwers: 5.732 Scheidsrechter: Sandor Piller |

### Groep C
| Team              | Wed | W | G | V | DV | DT | DS | Ptn | Resultaat           |
| ----------------- | --- | - | - | - | -- | -- | -- | --- | ------------------- |
| Tsjecho-Slowakije | 3   | 2 | 1 | 0 | 7  | 3  | +4 | 5   | Naar de kwartfinale |
| Verenigde Staten  | 3   | 1 | 1 | 1 | 8  | 5  | +3 | 3   | Naar de kwartfinale |
| Colombia          | 3   | 1 | 0 | 2 | 3  | 6  | –3 | 2   |                     |
| Qatar             | 3   | 1 | 0 | 2 | 3  | 7  | –4 | 2   |                     |

|                        |          |                    |        |                                                                                          |
| 22 augustus 1993 17:00 | Colombia | 0–2                | Canada | Nishikyogoku Atletiekstadion, Kyoto Toeschouwers: 4.500 Scheidsrechter: Benito Archundia |
| 22 augustus 1993 17:00 |          | Al-Otaibi 10', 66' |        | Nishikyogoku Atletiekstadion, Kyoto Toeschouwers: 4.500 Scheidsrechter: Benito Archundia |

|                        |                        |     |                      |                                                                                        |
| 22 augustus 1993 19:00 | Verenigde Staten       | 2–2 | Tsjecho-Slowakije    | Nishikyogoku Atletiekstadion, Kyoto Toeschouwers: 4.500 Scheidsrechter: Alhagi I. Faye |
| 22 augustus 1993 19:00 | Venditti 12' Armas 52' |     | Sionko 37' Ruman 42' | Nishikyogoku Atletiekstadion, Kyoto Toeschouwers: 4.500 Scheidsrechter: Alhagi I. Faye |

|                        |                          |     |                  |                                                                                            |
| 24 augustus 1993 17:00 | Colombia                 | 2–1 | Verenigde Staten | Nishikyogoku Atletiekstadion, Kyoto Toeschouwers: 8.200 Scheidsrechter: José Mendes Pratas |
| 24 augustus 1993 17:00 | Ciciliano 24' Madrid 87' |     | Cooks 86'        | Nishikyogoku Atletiekstadion, Kyoto Toeschouwers: 8.200 Scheidsrechter: José Mendes Pratas |

|                        |        |                            |                   |                                                                                        |
| 24 augustus 1993 19:00 | Canada | 0–2                        | Tsjecho-Slowakije | Nishikyogoku Atletiekstadion, Kyoto Toeschouwers: 8.200 Scheidsrechter: Alhagi I. Faye |
| 24 augustus 1993 19:00 |        | Spanik 8' (pen.) Ruman 78' |                   | Nishikyogoku Atletiekstadion, Kyoto Toeschouwers: 8.200 Scheidsrechter: Alhagi I. Faye |

|                        |               |     |                                 |                                                                                          |
| 26 augustus 1993 17:00 | Colombia      | 1–3 | Tsjecho-Slowakije               | Nishikyogoku Atletiekstadion, Kyoto Toeschouwers: 3.700 Scheidsrechter: Benito Archundia |
| 26 augustus 1993 17:00 | Ciciliano 66' |     | Vápeník 28' Rada 56' Novota 77' | Nishikyogoku Atletiekstadion, Kyoto Toeschouwers: 3.700 Scheidsrechter: Benito Archundia |

|                        |              |     |                                            |                                                                                            |
| 26 augustus 1993 19:00 | Canada       | 1–5 | Verenigde Staten                           | Nishikyogoku Atletiekstadion, Kyoto Toeschouwers: 3.700 Scheidsrechter: José Mendes Pratas |
| 26 augustus 1993 19:00 | Al-Enazi 55' |     | Venditti 13' Moore 14' Cooks 47', 53', 72' | Nishikyogoku Atletiekstadion, Kyoto Toeschouwers: 3.700 Scheidsrechter: José Mendes Pratas |

### Groep D
| Team    | Wed | W | G | V | DV | DT | DS | Ptn | Resultaat           |
| ------- | --- | - | - | - | -- | -- | -- | --- | ------------------- |
| Polen   | 3   | 2 | 1 | 0 | 8  | 4  | +4 | 5   | Naar de kwartfinale |
| Chili   | 3   | 1 | 2 | 0 | 7  | 5  | +2 | 4   | Naar de kwartfinale |
| Tunesië | 3   | 1 | 0 | 2 | 2  | 5  | –3 | 2   |                     |
| China   | 3   | 0 | 1 | 2 | 2  | 5  | –3 | 1   |                     |

|                        |                        |     |                |                                                                              |
| 22 augustus 1993 17:00 | Chili                  | 2–2 | China          | Hiroshima Big Arch, Hiroshima Toeschouwers: 1.608 Scheidsrechter: Brian Hall |
| 22 augustus 1993 17:00 | Neira 62' Rozental 67' |     | Yu 18' Yao 60' | Hiroshima Big Arch, Hiroshima Toeschouwers: 1.608 Scheidsrechter: Brian Hall |

|                        |            |     |                                               |                                                                                   |
| 22 augustus 1993 19:00 | Tunesië    | 1–3 | Polen                                         | Hiroshima Big Arch, Hiroshima Toeschouwers: 1.608 Scheidsrechter: Wajdi Ben Ahmed |
| 22 augustus 1993 19:00 | Arouri 54' |     | Kosztowniak 26' Terlecki 57' Wyczalkowski 79' | Hiroshima Big Arch, Hiroshima Toeschouwers: 1.608 Scheidsrechter: Wajdi Ben Ahmed |

|                        |                    |     |         |                                                                                     |
| 24 augustus 1993 17:00 | Chili              | 2–0 | Tunesië | Hiroshima Big Arch, Hiroshima Toeschouwers: 1.503 Scheidsrechter: Shin-Ichiro Obata |
| 24 augustus 1993 17:00 | Tapia 4' Neira 48' |     |         | Hiroshima Big Arch, Hiroshima Toeschouwers: 1.503 Scheidsrechter: Shin-Ichiro Obata |

|                        |       |                                 |       |                                                                                   |
| 24 augustus 1993 19:00 | China | 0–2                             | Polen | Hiroshima Big Arch, Hiroshima Toeschouwers: 1.503 Scheidsrechter: Omar Al Mehanna |
| 24 augustus 1993 19:00 |       | Kosztowniak 48' Andruszczak 78' |       | Hiroshima Big Arch, Hiroshima Toeschouwers: 1.503 Scheidsrechter: Omar Al Mehanna |

|                        |                                          |     |                                  |                                                                                     |
| 26 augustus 1993 17:00 | Chili                                    | 3–3 | Polen                            | Hiroshima Big Arch, Hiroshima Toeschouwers: 4.851 Scheidsrechter: Shin-Ichiro Obata |
| 26 augustus 1993 17:00 | Osorio 38' Rozental 61' (pen.) Neira 67' |     | Orliński 14', 34' Wichniarek 43' | Hiroshima Big Arch, Hiroshima Toeschouwers: 4.851 Scheidsrechter: Shin-Ichiro Obata |

|                        |       |            |         |                                                                                |
| 26 augustus 1993 19:00 | China | 0–1        | Tunesië | Hiroshima Big Arch, Hiroshima Toeschouwers: 4.851 Scheidsrechter: Eric Blareau |
| 26 augustus 1993 19:00 |       | Arouri 23' |         | Hiroshima Big Arch, Hiroshima Toeschouwers: 4.851 Scheidsrechter: Eric Blareau |

## Knock-outfase
|  | kwartfinale             | kwartfinale         |                         |       | halve finale        | halve finale        |       |  | finale | finale |
|  |                         |                     |                         |       |                     |                     |       |  |        |        |
|  | 29 augustus – Gifu      |                     |                         |       |                     |                     |       |  |        |        |
|  |                         |                     |                         |       |                     |                     |       |  |        |        |
|  | Nigeria                 | 1                   |                         |       |                     |                     |       |  |        |        |
|  | Nigeria                 | 1                   | 1 september – Hiroshima |       |                     |                     |       |  |        |        |
|  | Japan                   | 1                   |                         |       |                     |                     |       |  |        |        |
|  | Japan                   | 1                   | Nigeria                 | 2     |                     |                     |       |  |        |        |
|  | 29 augustus – Hiroshima |                     | Nigeria                 | 2     |                     |                     |       |  |        |        |
|  |                         | Polen               | 1                       |       |                     |                     |       |  |        |        |
|  | Polen                   | Polen               | 1                       | 3     |                     |                     |       |  |        |        |
|  | Polen                   |                     | 4 september – Tokio     | 3     |                     |                     |       |  |        |        |
|  | Verenigde Staten        | 0                   |                         |       |                     |                     |       |  |        |        |
|  | Verenigde Staten        | 0                   | Nigeria                 | 2     |                     |                     |       |  |        |        |
|  | 29 augustus – Kioto     |                     | Nigeria                 | 2     |                     |                     |       |  |        |        |
|  |                         | Ghana               | 1                       |       |                     |                     |       |  |        |        |
|  | Chili                   | Ghana               | 1                       | 4     |                     |                     |       |  |        |        |
|  | Chili                   | 1 september – Tokio |                         | 4     |                     |                     |       |  |        |        |
|  | Tsjecho-Slowakije       | 1                   |                         |       |                     |                     |       |  |        |        |
|  | Tsjecho-Slowakije       | 1                   | Ghana                   | 3     | derde plaats        | derde plaats        |       |  |        |        |
|  | 29 augustus – Kobe      |                     | Ghana                   | 3     | derde plaats        | derde plaats        |       |  |        |        |
|  |                         | Chili               | 0                       |       | 4 september – Tokio | 4 september – Tokio |       |  |        |        |
|  | Ghana                   | Chili               | 0                       | 1     | 4 september – Tokio | 4 september – Tokio |       |  |        |        |
|  | Ghana                   |                     |                         |       |                     | Chili               | 1 (4) |  |        |        |
|  | Australië               | 0                   |                         |       |                     | Chili               | 1 (4) |  |        |        |
|  | Australië               | 0                   | Polen                   | 1 (2) |                     |                     |       |  |        |        |
|  |                         |                     | Polen                   | 1 (2) |                     |                     |       |  |        |        |

### Kwartfinale
|                        |             |              |           |                                                                                     |
| 29 augustus 1993 19:00 | Ghana       | 1–0 (n.v.)   | Australië | Kobe Universiadestadion, Kobe Toeschouwers: 10.000 Scheidsrechter: Benito Archundia |
| 29 augustus 1993 19:00 | D. Addo 92' | Externe link |           | Kobe Universiadestadion, Kobe Toeschouwers: 10.000 Scheidsrechter: Benito Archundia |

|                        |                    |              |            |                                                                                 |
| 29 augustus 1993 19:00 | Nigeria            | 2–1          | Japan      | Gifu Nagaragawastadion, Gify Toeschouwers: 19.000 Scheidsrechter: Sandor Piller |
| 29 augustus 1993 19:00 | Oruma 1' Odini 40' | Externe link | Nakata 56' | Gifu Nagaragawastadion, Gify Toeschouwers: 19.000 Scheidsrechter: Sandor Piller |

|                        |                   |              |                                              |                                                                                             |
| 29 augustus 1993 19:00 | Tsjecho-Slowakije | 1–4          | Chili                                        | Nishikyogoku Atletiekstadion, Kioto Toeschouwers: 7.500 Scheidsrechter: Jean Fidele Diramba |
| 29 augustus 1993 19:00 | Ruman 40'         | Externe link | Rozental 11' (pen.) Tapia 31' Neira 65', 66' | Nishikyogoku Atletiekstadion, Kioto Toeschouwers: 7.500 Scheidsrechter: Jean Fidele Diramba |

|                        |                                          |              |                  |                                                                                    |
| 29 augustus 1993 19:00 | Polen                                    | 3–0          | Verenigde Staten | Hiroshima Big Arch, Hiroshima Toeschouwers: 2.854 Scheidsrechter: John Toro Rendon |
| 29 augustus 1993 19:00 | Terlecki 39' Kosztowniak 59' Magiera 80' | Externe link |                  | Hiroshima Big Arch, Hiroshima Toeschouwers: 2.854 Scheidsrechter: John Toro Rendon |

### Halve finale
|                        |                               |              |       |                                                                           |
| 1 september 1993 19:00 | Ghana                         | 3–0          | Chili | Olympisch Stadion, Tokio Toeschouwers: 7.500 Scheidsrechter: Anders Frisk |
| 1 september 1993 19:00 | Fameye 29' Armah 48' Duah 80' | Externe link |       | Olympisch Stadion, Tokio Toeschouwers: 7.500 Scheidsrechter: Anders Frisk |

|                        |                       |              |                |                                                                                    |
| 1 september 1993 19:00 | Nigeria               | 2–1          | Polen          | Hiroshima Big Arch, Hiroshima Toeschouwers: 2.500 Scheidsrechter: Benito Archundia |
| 1 september 1993 19:00 | Oruma 52' Anosike 57' | Externe link | Szymkowiak 79' | Hiroshima Big Arch, Hiroshima Toeschouwers: 2.500 Scheidsrechter: Benito Archundia |

### Troostfinale
|                        |                     |              |                 |                                                                               |
| 4 september 1993 16:30 | Chili               | 1–1 (n.v.)   | Polen           | Olympisch Stadion, Tokio Toeschouwers: 15.000 Scheidsrechter: Omar Al Mehanna |
| 4 september 1993 16:30 | Rozental 77' (pen.) | Externe link | Poli 26' (e.d.) | Olympisch Stadion, Tokio Toeschouwers: 15.000 Scheidsrechter: Omar Al Mehanna |
| 4 september 1993 16:30 | Strafschoppen       |              |                 | Olympisch Stadion, Tokio Toeschouwers: 15.000 Scheidsrechter: Omar Al Mehanna |
| 4 september 1993 16:30 | 4–2                 |              |                 | Olympisch Stadion, Tokio Toeschouwers: 15.000 Scheidsrechter: Omar Al Mehanna |

### Finale
|                        |            |              |                      |                                                                                |
| 4 september 1993 19:30 | Ghana      | 1–2          | Nigeria              | Olympisch Stadion, Tokio Toeschouwers: 22.000 Scheidsrechter: Javier Castrilli |
| 4 september 1993 19:30 | Fameye 80' | Externe link | Oruma 3' Anosike 75' | Olympisch Stadion, Tokio Toeschouwers: 22.000 Scheidsrechter: Javier Castrilli |